# Воля-Юркова (гміна Топулька)
Воля-Юркова (пол. Wola Jurkowa) — село в Польщі, у гміні Топулька Радзейовського повіту Куявсько-Поморського воєводства.
Населення — 31 особа (2011).
У 1975-1998 роках село належало до Влоцлавського воєводства.

## Демографія
Демографічна структура станом на 31 березня 2011 року:
|          | Загалом | Допрацездатний вік | Працездатний вік | Постпрацездатний вік |
| -------- | ------- | ------------------ | ---------------- | -------------------- |
| Чоловіки | 20      | 2                  | 15               | 3                    |
| Жінки    | 11      | 1                  | 9                | 1                    |
| Разом    | 31      | 3                  | 24               | 4                    |